# Berry Oakley

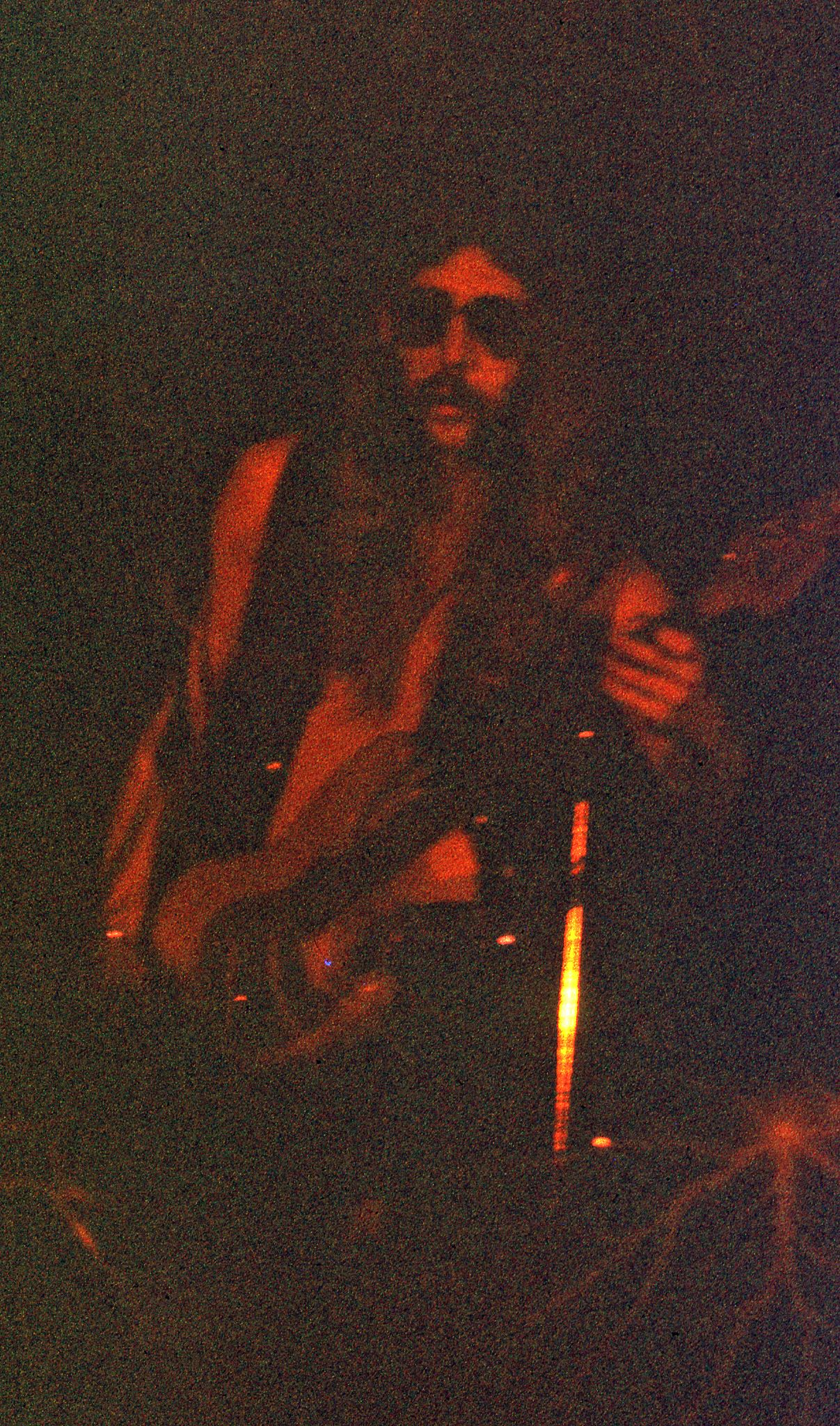
Berry Oakley

Raymond Berry Oakley  (* 4. April 1948 in Chicago, Illinois; † 11. November 1972 in Macon, Georgia) war ein US-amerikanischer Bassist und eines der Gründungsmitglieder der Allman Brothers Band.

## Biografie
In den 60er Jahren machte er mit seinem Wirken bei kleineren Bands auf sich aufmerksam, so dass er die Möglichkeit erhielt, bei der Begleitband von Tommy Roe einzusteigen. Diese Tätigkeit brachte ihn nach Florida, wo er Dickey Betts kennenlernte und in dessen Band The Second Coming spielte. Zusammen mit ihm, Gregg Allman, Duane Allman, Butch Trucks und Jai Johanny Johanson wurde 1969 die Allman Brothers Band gegründet. Mit dem Live-Album At Fillmore East stellte sich der kommerzielle Erfolg der Band ein, wurde jedoch bereits im Oktober 1971 durch den tödlichen Motorradunfall von Duane Allman im Alter von 24 Jahren überschattet. Nur gut ein Jahr später ereignete sich unweit des Unfallortes erneut ein Zusammenstoß, bei dem Oakley mit seinem Motorrad ebenfalls mit 24 mit einem Bus kollidierte. Er starb an den Unfallfolgen am 11. November 1972.

## Diskografie
mit The Allman Brothers Band:
- The Allman Brothers Band (1969)
- Idlewild South (1970)
- At Fillmore East (1971)
- Eat a Peach (1972)

mit Johnny Jenkins:
- Ton-Ton Macoute (1970)[5][6]